# Trastorn narcisista de la personalitat
El trastorn de la personalitat narcisista (TPN) és un trastorn de la personalitat en el qual una persona està excessivament preocupada pel seu poder, prestigi i vanitat, i és mentalment incapaç de veure els efectes destructius que es causa a si mateixa i a persones terceres. És un trastorn de la personalitat del grup B.
Es calcula que aquesta condició afecta un 1% de la població, amb taxes més elevades per als homes. Es va formular, per primer cop, el 1968. Històricament, s'anomenava aquesta condició megalomania, i és una forma d'egocentrisme sever.

## Causes
La causa d'aquest trastorn és desconeguda; tanmateix, Groopman i Cooper (2006) van fer una llista dels següents factors, identificats com a possibilitats per diversos investigadors:
- Un temperament hipersensible al naixement.
- Admiració excessiva que mai s'equilibra amb una crítica realista.
- Elogi excessiu pel bon comportament o criticisme excessiu pel mal comportament en la infància.
- Indulgència excessiva i sobrevaloració per part dels pares, altres familiars o companys.
- Ser elogiat per part d'adults per un aspecte físic o una habilitat percebuda com a excepcional.
- Abús emocional sever a la infància.
- Cura imprevisible o poc fiable per part dels pares.
- Aprendre comportaments manipuladors dels pares o companys.
- Ser valorat pels pares com a mitjà per regular la seva pròpia autoestima.

### Narcisisme en la infància
Investigacions recentshan identificat una anormalitat estructural en els cervells d'aquells amb trastorn de la personalitat narcisista, especialment destacant un volum menor de substància grisa en el lòbul de l'ínsula anterior esquerre. Aquesta regió del cervell està relacionada amb l'empatia, la compassió, la regulació emocional i el funcionament cognitiu.
Alguns trets narcisistes són comuns amb una fase de desenvolupament normal. Però quan aquests trets es deriven d'un fracàs de l'entorn interpersonal i continuen a l'edat adulta, es poden arribar a intensificar de tal manera que s'acabi diagnosticant TPN.
En la infància, l'autoestima inflada i els sentiments de grandiositat, que són característiques del narcisisme, són una part normal del desenvolupament personal. Els nens típicament no poden entendre la diferència entre la seva persona actual i el seu ideal, el que causa una percepció poc realista de si mateix. Després dels 8 anys, les opinions de si mateix, tant positives com negatives, comences a desenvolupar-se basades en comparacions amb els companys i es tornen més realistes. Dos factors que causen que aquesta autoestima es mantingui poc realista i inflada són interaccions disfuncionals amb els pares, que poden ser o bé una atenció excessiva o bé la manca d'atenció. Per exemple, l'atenció excessiva i la manca d'atenció poden ocórrer quan els pares del nen es divorcien. Normalment, un dels pares és massa complaent (normalment el que veu menys al nen) i l'altre li mostra menys afecte. El nen o bé compensa per la falta d'atenció o bé actua en els termes d'una percepció personal poc realista.

### Teories
El narcisisme patològic es dona en un ventall d'intensitats. En les seves formes més extremes és el Trastorn de la personalitat narcisista (TPN). Es considera que aquest trastorn resulta de la creença d'un individu que els seus defectes són fonamentalment inacceptables pels altres. Aquesta creença està amagada més enllà de la consciència de la persona; així, si se li pregunta sobre aquesta creença, típicament la negarà. Per protegir-se del rebuig que seria intolerablement dolorós i de la isolació que aquest creu que resultaria si els altres reconeguessin la seva naturalesa defectuosa (percebuda així per aquest), aquesta persona intenta controlar amb totes les seves forces l'opinió dels altres sobre ell i el seu comportament envers ell.
El narcisisme patològic pot desenvolupar-se degut a una deficiència en la qualitat de la relació d'aquesta persona amb els seus pares, en la qual els pares no van poder forma una afecció sana i empàtica amb ells. Això resulta en la percepció del nen d'ell mateix com a no important i desconnectat dels altres. El nen arriba a la conclusió que deu tenir algun defecte en la seva personalitat que el fa indesitjable i no valorat.
Quan les persones són patològicament narcisistes, poden ser controladores, donar la culpa als altres, ser intolerants amb les opinions dels altres, no ser conscients de les necessitats dels altres i dels efectes que el seu comportament pot tenir en ells, i ser insistents en intentar que els altres els vegin com ells volen ser vistos.
Els individus narcisistes utilitzen diverses estratègies per protegir-se a costa dels altres. Tendeixen a menysprear, insultar i culpar als altres, i sovint responen a una perspectiva amenaçadora amb ràbia i hostilitat.
Les persones que són narcisistes generalment se senten rebutjats, humiliats i amenaçats quan se'ls critica. Per protegir-se d'aquests perills, acostumen a reaccionar amb menyspreu, ira i resistència a qualsevol crítica, real o imaginaria. Per evitar tals situacions, algunes persones narcisistes es retracten socialment o poden fingir modèstia o humilitat. Quan aquestes persones senten una falta d'admiració, adulació, atenció i afirmació, també poden manifestar un desig de ser temuts i infames.
Tot i que els individus amb TPN sovint són ambiciosos i capaços, la incapacitat de tolerar contratemps, desacords o crítiques, juntament amb la manca d'empatia, els fa difícil treballar de forma cooperativa amb els altres o mantenir assoliments professionals a llarg termini. Amb aquest trastorn, la fantàstica grandiositat percebuda per l'individu, sovint acompanyada d'un estat d'ànim hipomaníac, no és proporcional amb els seus assoliments.

### Desdoblament
Les persones diagnosticades amb el trastorn de la personalitat narcisista utilitzen el desdoblament com a mecanisme central de defensa. Segons el psicoanalista Kernberg, «La tensió normal i sana entre el jo actual o real per una banda i el jo ideal per l'altra és eliminada i substituïda per una concepció inflada del jo en la qual el jo actual i el jo ideal es confonen. Al mateix temps, la resta de les imatges inacceptables són reprimides i projectades a objectes externs o a persones a les quals es devalua».
La fusió de la concepció inflada del jo amb el jo actual es pot observar en la grandiositat inherent en aquest trastorn. També són inherents en aquest procés els mecanismes de defensa de devaluació, idealització i negació. Les altres persones són o bé manipulades com una extensió del propi jo, que llavors serveixen a l'únic propòsit de donar admiració i aprovació o bé són considerats inútils (perquè no poden confabular amb la grandiositat del narcisista).

## Signes i símptomes
Les persones amb trastorn de la personalitat narcisista es caracteritzen per sentiments exagerats de la pròpia importància. Tenen una sensació de ser privilegiats i demostren grandiositat en les seves creences i el seu comportament. Tenen una forta necessitat per l'admiració dels altres, però els manquen sentiments d'empatia.

### DSM-V
Símptomes d'aquest trastorn, com estan definits pel DSM-V, inclouen:
A. Deficiències significatives en el funcionament de personalitat manifestat per:
1. Deficiències en el propi funcionament (un o b):
a. Identitat: Excessiva referència als altres per a auto definir-se i regular l'autoestima; l'exagerada estimació pròpia pot inflar-se o desinflar-se, o vacil·lar entre els dos extrems; la regulació emocional reflecteix les fluctuacions en l'autoestima.
b. Direcció pròpia: L'establiment d'objectius està basat en obtenir aprovació dels altres; els estàndards personals són desproporcionadament elevats per veure's com a persones excepcionals, o bé massa baixos basats en una sensació d'haver de ser privilegiats, normalment sense adonar-se de les pròpies motivacions.
2. Deficiències en el funcionament interpersonal (a o b):
a. Empatia: Habilitat disfuncional de reconèixer o identificar-se amb els sentiments i les necessitats dels altres; excessivament en harmonia amb les reaccions dels altres, però només si es perceben com a rellevants per la persona; sobre o subestimar l'efecte que produeix en ell mateix o en els altres.
b. Intimitat: Les relacions són àmpliament superficials i existeixen per servir la regulació de l'autoestima; la mutualitat està restringida per un mínim interès en les experiències dels altres i predomina la necessitat d'un guany personal.
B. Trets de la personalitat patològica en l'àmbit següent:
1. Antagonisme, caracteritzat per:

a. Grandiositat: Sentiments de ser privilegiat, de ser el centre d'atenció; s'agafa fermament a la creença que és millor que els altres; es creu superior als altres.
b. Buscant l'atenció: Intents excessius per atreure i ser el focus d'atenció dels altres; busca l'admiració.
C. Les deficiències en el funcionament de la personalitat i en l'expressió dels trets de la personalitat de l'individu són relativament constants en el temps i consistents en diferents situacions.
D. Les deficiències en el funcionament de la personalitat i en l'expressió dels trets de la personalitat de l'individu no s'entenen millor com a normativa per l'estadi de desenvolupament de l'individu o l'entorn sociocultural.
E. Les deficiències en el funcionament de la personalitat i en l'expressió dels trets de la personalitat de l'individu no són causades només pels efectes psicològics directes d'una substància (p. ex. abús de drogues, medicació) o d'una condició mèdica general (p. ex. trauma cranial sever).

### DSM-IV-TR
Altres símptomes d'aquest trastorn definits en el DSM-IV-TR inclouen:
L'individu explota a les altres persones, per exemple, aprofitant-se d'altres persones per aconseguir els seus objectius; té problemes mantenint relacions sanes amb els altres; se'l pot ferir o sentir-se rebutjat fàcilment, amb l'aparença que les emocions no l'afecten; exagera els assoliments i talents especials, posant-se unes metes poc realistes per si mateix.
El trastorn de la personalitat narcisista està caracteritzat per una sensació massa inflada de la pròpia importància, així com un comportament dramàticament emocional que està en la mateixa categoria que el trastorn de la personalitat antisocial i el trastorn límit de la personalitat.
A més d'aquests símptomes, la persona pot mostrar arrogància, superioritat en l'exposició de cara als altres i busca de poder. Els símptomes d'aquest trastorn poden ser similars als trets dels individus amb una forta autoestima i confiança; la diferència radica en les estructures psicològiques d'aquests trets que es consideren patològics. Els narcisistes tenen una sensació d'autoestima tan elevada que es valoren a si mateixos inherentment millors que els altres, quan en realitat tenen una autoestima fràgil, no poden suportar el criticisme i sovint intenten compensar la seva fragilitat interna empetitint o menyspreant als altres, en un intent de validar la seva autoestima. Els pacients amb TPN fan comentaris i crítiques ferotges cap als altres, intentant aixecar la seva feble autoestima.
Un altre símptoma narcisista és la falta d'empatia. Són incapaços d'identificar-se, entendre i racionalitzar els sentiments dels altres. En comptes de comportar-se d'una manera que mostri com s'estan sentint en aquell moment, es comporten de la manera que es pensen que s'espera d'ells o de la manera que els dona la màxima atenció.
Una extensa enquesta als Estats Units va trobar una forta associació amb altres discapacitats, especialment entre els homes: discapacitat mental, abús de substàncies, trastorns de l'humor, trastorns d'ansietat i altres trastorns de la personalitat, concretament trastorn bipolar I, trastorn d'estrès posttraumàtic, trastorn de la personalitat esquizoide i trastorn límit de la personalitat.

## Diagnosi

### DSM-V
La formulació del trastorn de la personalitat narcisista en el DSM-IV va ser criticat al no poder descriure l'abast i la complexitat del trastorn. Els crítics diuen que aquesta formulació només es concentra "en els patrons externs, simptomàtics o interpersonals de l'individu narcisista, amb el sacrifici de la complexitat interna i el patiment individual", fet que redueix la seva utilitat clínica.
El 2011, el Grup de Treball sobre la personalitat i els trastorns de la personalitat (en anglès, Personality and Personality Disorders Work Group) va revisar les propostes i va formular aquest trastorn en el DSM-V amb canvis substancials en la seva definició.

### ICD-10
L'ICD-10 de l'Organització Mundial de la Salut enumera el trastorn de la personalitat narcisista sota (F60.8) Altres trastorns de la personalitat específics.
Theodore Millon identifica cinc subtipus de narcisistes; no obstant, no acostuma a haver variants pures de cap subtipus, i els subtipus no estan reconeguts en el DSM.
Subtipus
L'ICD-10 requereix que el diagnosi de tot trastorn de la personalitat específic també compleixi una sèrie de criteris generals del trastorn de la personalitat.
| Subtipus                   | Descripció | Trets de la personalitat |
| -------------------------- | --- | --- |
| Narcisista sense principis | Incloent característiques antisocials. | Consciència deficient; sense escrúpols, immoral, deslleial, fraudulent, enganyós, arrogant, explotador; dominant, despectiu, venjatiu. |
| Narcisista amorós          | Incloent característiques histriòniques. | Sexualment seductor, temptador; espavilat i llest; consenteix desitjos hedonístics; declina intimitat real; captiva i enganya als altres; mentir i defraudar patològicament.                                                                                  |
| Narcisista compensatori    | Incloent característiques d'evitació | Busca compensar o cancel·lar els sentiments profunds d'inferioritat i manca d'autoestima; compensació per crear il·lusions de superioritat, de ser excepcional, admirable i digne d'atenció.                                                                  |
| Narcisista elitista        | Variant "pura". | Sentir-se privilegiat i omnipotent degut a les relacions poc saludables en el període de la infantesa. |
| Narcisista maligne         | Incloent característiques antisocials, sàdiques i paranoiques. La forma més pura del mal, una persona que idealitza de manera violenta i brutal, que no sent cap altra emoció que ràbia i ressentiment, sense moral i buit de consciència, un individu brutal i viciós, que ha estat traumatitzat i vol venjança pels que li han causat el trauma. Aquestes víctimes poden arribar a ser terroristes, assassins en sèrie, violadors i presos, persones que han estat molt de temps aïllades, així com víctimes d'abús. Quan l'individu ha satisfet la seva set de venjança, o bé podrà tornar al seu jo normal o bé l'individu pot voler quedar-se com el narcisista maligne. | Se sent agosarat, innocent, implacable, calculador, cruel, inhumà, brutal, rancorós, agressiu, despietat, viciós, cruel, ple d'odi i gelós; s'anticipa a la traïció i busca el càstig; desitjos de venjança; aïllament, sovint suïcida i de vegades homicida. |

Will Titshaw també va identificar tres subtipus de trastorn de la personalitat narcisista que no estan oficialment reconeguts en les edicions del DSM o l'ICD.
| Subtipus                     | Descripció                                                                         | Descripció |
| ---------------------------- | ---------------------------------------------------------------------------------- | --- |
| Narcisista d'atenció         | Incloent característiques histriòniques (trastorn de la personalitat histriònica). | Mostren les característiques narcisistes tradicionals descrites en l'ICD i DSM juntament amb característiques histriòniques, ja que pensen que són superiors i, per tant, haurien de tenir l'atenció de tothom, i quan no la reben surten de la seva forma habitual per tal de capturar l'atenció les màximes persones possibles |
| Narcisista pur               | Principalment només característiques de TPN                                        | Algú que té les característiques narcisistes com estan descrites en el DSM i ICD i manquen característiques d'altres trastorns de personalitat. |
| Narcisista aliè a les regles | Incloent característiques antisocials (trastorn de la personalitat antisocial).    | Aquest tipus de narcisista creu que com que són tan superiors a tothom no han d'obeir les regles com la majoria de les persones i, per tant, mostren comportaments inclosos en l'ICD en el trastorn de la personalitat dis-social i en el DSM en el trastorn de la personalitat antisocial.                                      |

Altres teòrics han identificat dos tipus de narcisisme. Aquells narcisistes que han estat diagnosticats amb grandiositat narcisista expressen un comportament «a través d'actes interpersonals explotadors, manca d'empatia, enveja intensa, agressió, i exhibicionisme». Un altre tipus de narcisisme és el de vulnerabilitat narcisista. Implica (en un nivell conscient) «impotència, buidor, autoestima baixa, i vergonya, que poden ser expressats en el comportament evitant socialment les situacions en què la presentació del seu jo no és possible i, per tant, es retracten, o bé quan no existeix l'aprovació que ells necessiten o esperen dels altres».

## Tractament i tipus de teràpia
Les persones rarament busquen teràpia per TPN. Això es deu en part perquè les persones que pateixen aquest trastorn neguen tenir un problema. La majoria no poden veure el dany que es causen a ells mateixos i als altres, i normalment només busquen tractament degut a la insistència de familiars i amics.
S'utilitza la psicoteràpia per tractar TPN. Pors inconscients a l'exposició o a la ineptitud solen causar menyspreu defensiu dels processos terapèutics. Les estratègies per canviar els patrons de conducta es basen a incrementar la seva habilitat per tornar-se més empàtics en les relacions diàries. Per ajudar a modificar la seva sensació d'éssers privilegiats i l'esquema del focus excessiu en ells mateixos, l'estratègia es basa a ajudar-los a identificar com utilitzar els seus talents únics i com ajudar els altres per altres raons que no pas el seu benefici propi. Un altre tipus de tractament seria un canvi de temperament.
La ràbia, ira, impulsivitat i la impaciència es poden treballar amb la pràctica de les habilitats terapèutiques. Normalment, la teràpia no és cent per cent efectiva, ja que els pacients reben els comentaris del terapeuta de forma defensiva i crítica. Els trastorns d'ansietat i les disfuncions somàtiques també són dominants, sent però el més comú la depressió. S'ha demostrat que la medicació és ineficaç per a persones amb aquest trastorn, però la psicoteràpia psicoanalítica té un índex d'èxit més elevat. Els terapeutes han de reconèixer les característiques del pacient i anar amb compte a l'hora de desmuntar les defenses narcisistes massa ràpid.
La teràpia en grup té els seus beneficis, ja que l'efectivitat de rebre comentaris per part d'altres persones en comptes de terapeutes pot ser més ben acceptada; no obstant, la teràpia en grup també pot resultar negativa quan el pacient mostra egocentrisme, isolació social, desafiament i aïllament, així com comportament social individualista. Originàriament, els investigadors van pensar que la teràpia en grup fracassaria entre narcisistes perquè es creia que aquest tipus de teràpia requeria empatia que els narcisistes no tenen. No obstant, alguns estudis han demostrat que la teràpia en grup és valuosa pels pacients, ja que els permet explorar límits, desenvolupar confiança, incrementar la consciència del seu jo i acceptar criticisme. La teràpia basada en les relacions emfatitza la importància d'aprendre i aplicar quatre habilitats terapèutiques interpersonals bàsiques: expressió efectiva, empatia, discussió i resolució de conflictes.
La teràpia marital o de parella és més beneficiosa quan ambdós participen en la teràpia. Tot i així, és difícil aconseguir que els dos membres de la parella participin en aquest tipus de teràpia quan un dels dos pateix aquest trastorn; habitualment, succeeix que l'altra persona se sotmet o accepta passivament al narcisista com a pur mecanisme de defensa, per no causar drames familiars, per no provocar atacs d'ira en la persona narcisista o simplement per poder sobreviure en l'ambient tòxic creat per aquesta relació. La situació es complica quan hi ha menors en el si d'aquesta família, ja que el narcisista domina, manipula i controla als fills i el membre sotmès i passiu de la parella no surt a la defensa dels fills ni els permet conèixer una relació sana per por als efectes que aquest comportament podria provocar en la persona narcisista.

## Epidemiologia
Es calcula que un 1% de la població general pateix aquest trastorn, i entre un 2% i un 16% entre la població clínica.
Un estudi fet als Estats Units suggereix que el trastorn de la personalitat narcisista és més prevalent en joves adults i es troba en augment, possiblement com a resultat de les condicions socials i econòmiques actuals que promouen versions més extremes de l'individualisme concentrat en un mateix (Stinson et al., 2008) (Bender, 2012).